# Atlético Aviación de Madrid 1943-1944
Questa voce raccoglie le informazioni riguardanti l'Atlético Aviación de Madrid, antico nome del Club Atlético de Madrid, nelle competizioni ufficiali della stagione 1943-1944.

## Stagione
Nella stagione 1943-1944 i Colchoneros, allenati da Ricardo Zamora, terminarono il campionato al secondo posto, a sei lunghezze dal Valencia. Nonostante la memorabile vittoria iniziale per 7-0 ai danni del Celta Vigo, i madrileni furono piuttosto incostanti durante il torneo alternando una serie di vittorie a sconfitte inaspettate. In Coppa del Generalísimo l'Atlético Aviación fu invece eliminato in semifinale dall'Atlético Bilbao, futuro vincitore della competizione, in seguito a uno spareggio. La Copa Presidente FCF, che vide confrontarsi l'Atlético e il Real Madrid, si concluse con la vittoria dei Blancos.

## Maglie e sponsor
| Manica sinistra · Manica sinistra · Maglietta · Maglietta · Manica destra · Manica destra · Pantaloncini · Calzettoni |

## Rosa
| N. |                      | Ruolo | Calciatore                 |
| -- | -------------------- | ----- | -------------------------- |
| -  | Spagna (bandiera)    | P     | Fernando Tabales           |
| -  | Spagna (bandiera)    | P     | Jesús Ederra Zalba         |
| -  | Spagna (bandiera)    | D     | José Luis Riera            |
| -  | Spagna (bandiera)    | D     | José Mesa Suárez           |
| -  | Spagna (bandiera)    | D     | Germán Gómez               |
| -  | Spagna (bandiera)    | D     | Ramón Gabilondo            |
| -  | Filippine (bandiera) | D     | Gregorio Amestoy           |
| -  | Spagna (bandiera)    | D     | José Cobo                  |
| -  | Spagna (bandiera)    | D     | Diego Lozano               |
| -  | Spagna (bandiera)    | C     | Antonio García Ramírez     |
| -  | Spagna (bandiera)    | C     | Juan Vázquez Tenreiro      |
| -  | Spagna (bandiera)    | C     | Francisco Machín Domínguez |

| N. |                   | Ruolo | Calciatore                 |
| -- | ----------------- | ----- | -------------------------- |
| -  | Spagna (bandiera) | C     | Juan Jimeno Fernández      |
| -  | Spagna (bandiera) | C     | Diego Forcén Cabito        |
| -  | Spagna (bandiera) | C     | Ramón Colón                |
| -  | Spagna (bandiera) | C     | Rosendo Hernández          |
| -  | Spagna (bandiera) | A     | Francisco Arencibia ()     |
| -  | Spagna (bandiera) | A     | Martín González Rizo       |
| -  | Spagna (bandiera) | A     | Francisco Campos           |
| -  | Spagna (bandiera) | A     | Domingo García García      |
| -  | Spagna (bandiera) | A     | Gabriel Taltavull          |
| -  | Spagna (bandiera) | A     | Víctor Noguerales Peñalver |
| -  | Spagna (bandiera) | A     | Miguel Adrover Torregrosa  |

## Risultati

### Primera División

#### Girone d'andata
| Arbitro: | Eduardo Iturralde Gorostiaga |

|                                                       |           |  |
| Vázquez 20’, 55’ Campos 58’, 65’ Martín 81’, 87’, 89’ | Marcatori |  |

| Arbitro: | José Villaverde Fernández |

|                                                   |           |                    |
| Herrerita 13’ Antón 33’ Emilín 75’ Echevarría 88’ | Marcatori | 49’ (aut.) Villita |

| Arbitro: | Manuel Ocaña Nieto |

|                                                  |           |                               |
| Domingo 27’ Taltavull 47’ Adrover 55’ Machín 75’ | Marcatori | 32’ Navarro 53’, 65’ Del Pino |

| Arbitro: | Eduardo Iturralde Gorostiaga |

|                              |           |                 |
| Alonso 13’ Barinaga 64’, 66’ | Marcatori | 11’, 43’ Campos |

| Arbitro: | Agustín Cruella Tena |

|                          |           |           |
| Taltavull 10’ Campos 38’ | Marcatori | 16’ Duque |

| Arbitro: | José Fombona Fernández |

|                         |           |                   |
| Mundo 26’ Hernández 87’ | Marcatori | 6’, 52’ Taltavull |

| Arbitro: | José Mazagatos Vicario |

|                           |           |           |
| Arencibia 10’ Domingo 18’ | Marcatori | 20’ Valle |

| Arbitro: | Leandro Sabaté Solá |

|                  |           |                                            |
| Paquirri 2’, 25’ | Marcatori | 44’ Domingo 65’ Taltavull 70’, 85’ Vázquez |

| Arbitro: | Agustín Vilalta Bars |

|                          |           |                      |
| Taltavull 30’ Campos 32’ | Marcatori | 2’ Rincón 10’ Iturbe |

| Arbitro: | José Mazagatos Vicario |

|                     |           |                      |
| Trompi 4’ Marín 76’ | Marcatori | 31’, 37’, 57’ Campos |

| Arbitro: | Agustín Cruella Tena |

|                     |           |  |
| Pérez 21’ Terán 85’ | Marcatori |  |

| Arbitro: | Antonio Jáuregui Ansó |

|                  |           |  |
| Vázquez 42’, 57’ | Marcatori |  |

| Arbitro: | Rafael Tamarit Falaguera |

|             |           |                              |
| Juncosa 65’ | Marcatori | 15’ (rig.) Campos 35’ Martín |

#### Girone di ritorno
| Arbitro: | Agustín Vilalta Bars |

|             |           |                           |
| Agustín 29’ | Marcatori | 57’ Arencibia 60’ Adrover |

| Arbitro: | Julián de la Riva Bastos |

|            |           |                      |
| Campos 43’ | Marcatori | 25’ Goyín 80’ Emilín |

| Arbitro: | José María Rivero Lecuona |

|                                     |           |            |
| Ara 15’ Del Pino 47’, 86’ Patro 58’ | Marcatori | 82’ Germán |

| Arbitro: | Eduardo Iturralde Gorostiaga |

|                                    |           |            |
| Amestoy 3’ Adrover 12’ Vázquez 59’ | Marcatori | 42’ Pedrín |

| Bilbao 6 febbraio 1944 18ª giornata | Atlético Bilbao      | 0 – 0 referto | Atlético Aviación | San Mamés\| Arbitro: \| Jesús Arribas Seijas \| |
| Arbitro:                            | Jesús Arribas Seijas |               |                   |                                                 |

| Arbitro: | José Fombona Fernández |

|                                  |           |                                  |
| Adrover 20’ Campos 55’, 57’, 69’ | Marcatori | 33’ (aut.) Germán 78’ Juan Ramón |

| Arbitro: | José Mazagatos Vicario |

|                                      |           |                                                |
| C. Rodríguez 21’, 50’, 89’ Valle 52’ | Marcatori | 16’, 75’ Campos 34’ Adrover 51’, 86’ Taltavull |

| Arbitro: | Agustín Vilalta Bars |

|                                                  |           |                                 |
| Amestoy 20’ Vázquez 58’ Campos 62’ Taltavull 88’ | Marcatori | 32’ Guimeráns 75’ (rig.) Chacho |

| Arbitro: | Francisco Munguía Artola |

|                                       |           |                           |
| Mendi 37’ Iturbe 46’, 60’ Eguiluz 62’ | Marcatori | 56’ Adrover 89’ Taltavull |

| Madrid 19 marzo 1944 23ª giornata | Atlético Aviación      | 0 – 0 referto | Granada | Metropolitano\| Arbitro: \| José Fombona Fernández \| |
| Arbitro:                          | José Fombona Fernández |               |         |                                                       |

| Arbitro: | Salvador Domínguez Lázaro |

|                                                              |           |                    |
| Adrover 15’, 51’ Taltavull 56’, 84’ Martín 61’ Arencibia 70’ | Marcatori | 68’ Urre 82’ Terán |

| Arbitro: | Juan Obiol Pons |

|                              |           |                    |
| G. Díaz 17’, 75’ Basilio 65’ | Marcatori | 60’, 78’ Arencibia |

| Arbitro: | Vicente Pérez Pérez |

|                                         |           |             |
| Amestoy 27’ Arencibia 79’ Taltavull 81’ | Marcatori | 13’ Juncosa |

### Copa del Generalísimo
| Arbitro: | Agustín Cruella Tena |

|                       |           |                             |
| Vega 38’ Sillares 69’ | Marcatori | 59’ Amestoy 80’, 82’ Campos |

| Arbitro: | José Fombona Fernández |

|                                                                        |           |                    |
| Vázquez 1’, 25’ Campos 41’ Taltavull 43’, 75’ Arencibia 47’ Machín 80’ | Marcatori | 60’ Pepín 65’ Vega |

| Arbitro: | Celestino Rodríguez Mato |

|                                                |           |  |
| Hernández 5’ Vázquez 69’ Machín 36’ Campos 86’ | Marcatori |  |

| Arbitro: | Rafael Tamarit Falaguera |

|                                        |           |                 |
| Fuentes 71’ (rig.) Foro 75’ Pahiño 85’ | Marcatori | 40’, 43’ Martín |

| Arbitro: | Leandro Sabaté Solá |

|                             |           |                       |
| Campanal 2’, 32’ Rincón 18’ | Marcatori | 60’ Martín 85’ Campos |

| Arbitro: | Agustín Vilalta Bars |

|                                      |           |  |
| Adrover 23’ Campos 54’ Taltavull 69’ | Marcatori |  |

| Arbitro: | José Martínez Íñiguez |

|                               |           |            |
| Vázquez 1’, 63’ Taltavull 89’ | Marcatori | 35’ Panizo |

| Arbitro: | José Fombona Fernández |

|                      |           |  |
| Gaínza 11’ Zarra 32’ | Marcatori |  |

| Arbitro: | Agustín Cruella Tena |

|                             |           |                          |
| Escudero 18’, 89’ Zarra 19’ | Marcatori | 20’ Taltavull 30’ Campos |

### Copa Presidente Federación Castellana de Fútbol
| Arbitro: | Antonio Polo López |

|                                        |           |  |
| Barinaga , 20’ Moleiro 62’ Alonso Cuca | Marcatori |  |

## Statistiche

### Statistiche di squadra
| Competizione           | Punti | Totale | Totale | Totale | Totale | Totale | Totale | DR  |
| Competizione           | Punti | G      | V      | N      | P      | Gf     | Gs     | DR  |
| ---------------------- | ----- | ------ | ------ | ------ | ------ | ------ | ------ | --- |
| Primera División       | 34    | 26     | 15     | 4      | 7      | 66     | 49     | +17 |
| Coppa del Generalísimo | -     | 9      | 5      | 0      | 4      | 26     | 16     | +10 |
| Copa Presidente FCF    | -     | 1      | 0      | 0      | 1      | 0      | 5      | -5  |
| Totale                 | 34    | 36     | 20     | 4      | 12     | 92     | 70     | +22 |